# 吳君麗
吳君麗（1930年1月29日—2018年9月26日），廣東中山小欖人，原名為吳燕雲，是1960年代香港粵語片演員及粵劇花旦。

## 生平
吴君丽原名吴燕云，生于1930年1月29日（己巳年十二月三十日），早年居住上海，就讀中信學校。中國抗日戰爭後，隨母親到香港定居。曾從尹自重學習粵曲。後加入陳非儂所辦的香江粵劇學院，成為陳非儂的「入室弟子」，有「玉喉艷旦」之譽。擅演青衣及刀馬旦，曾參與120部電影，包括粵劇電影及時裝電影。
吳君麗曾與鄧碧雲（藍牡丹）、鳳凰女（紅牡丹）、羅艷卿（銀牡丹）、余麗珍（紫牡丹）、于素秋（黑牡丹）、南紅（綠牡丹）、林鳳（黃牡丹）七位粵劇女演員結義金蘭，號稱「八牡丹」，吳為其中的「白牡丹」。其中，因余麗珍與吳君麗二人的名字中皆有「麗」字，戲行又以輩份分別稱呼余、吳二人為「大麗姐」及「細麗姐」以示區別。
吳君麗有一個兒子及孫子，分別叫金池和梓笙。
1962年成立「新麗聲影業公司」，直接參與電影拍攝工作。1970年代至1980年代，參與林家聲的「頌新聲劇團」。1987年至1993年間，與陳劍聲、新海泉組織「新麗聲粵劇團」，並參與粵劇演出。1991年於新加坡舉辦個人演唱會《吳君麗獅城會知音》，其後甚少演出。
2004年吳君麗將3000項服飾、戲箱、道具，以及劇本、宣傳刊物、照片等捐贈予香港文化博物館。
2008年，簽約無綫電視拍攝處境劇《畢打自己人》，2009年因只與無綫電視簽下一年合約而離開劇組。
2000年至2018年曾居住窩打老道山德威大廈。
2018年9月26日黃昏，消息指吳君麗因肺癌引致肺積水逝世，享壽88歲，多名圈中好友包括黃夏蕙和胡楓都表達哀悼。2019年4月14日，香港電影金像獎協會於第38屆香港電影金像獎頒獎典禮中向吳君麗連同其他已故電影人致敬。

## 粵劇演出

### 新麗聲粵劇團
《市政局舉辦：唐滌生作品回顧》（1989年6月，香港大會堂）（與陳劍聲、新劍郎共演）
- 《雙仙拜月亭》（6月4日）
- 《白兔會》（6月5日）
- 《香羅塚》（6月6日）
- 《花月東牆記》（6月7日）
- 《百花亭贈劍》（6月8日）

### 其他著名唐滌生劇目
- 《醋娥傳》（即《獅吼記》）
- 《雙珠鳳》
- 《香囊記》
- 《血羅衫》
- 《王佐斷臂》

### 成名劇目
- 《梁紅玉擊鼓退金兵》

## 電影作品
監製（2部）
- 為郎頭斷也心甜（1963年 新麗聲影業公司出品）
- 蘭閨怨婦（1964年 新麗聲影業公司出品）

部份與任劍輝或新馬師曾合演電影
- 梁紅玉擊鼓退金兵
- 大明忠烈傳
- 血染楚王宮
- 荊軻刺秦皇
- 蘭貞鬧嚴府
- 鳳笛雲歌
- 鯉魚精
- 白兔會(#)
- 香羅塚(#)
- 錦羅記(#)
- 一彎眉月伴寒衾(#)
- 一樓風雨夜歸人(#)

(#)唐滌生所編寫劇目
部份與林家聲合演電影
- 龍鳳爭掛帥（1967年）
- 李師師（1967年）

演員（155部）

| - 賣怪魚龜山起禍（1955年） - 臥薪嘗膽（1955年） - 玉女香車（1955年） - 簷前滴水（1955年） - 孟麗君與風流天子（1955年） - 情竇初開（1955年） - 孔明三氣周瑜（1956年） - 梁紅玉擊鼓退金兵（1956年）... 梁紅玉 - 呂蒙正祭灶（1956年） - 雲想衣裳花想容（1956年） - 血染楚王宮（1956年） - 荊軻刺秦皇（1956年） - 無頭東宮生太子（下集大結局）（1957年） - 烽火戲諸侯（1957年） - 晨妻暮嫂（1957年） - 六渡何仙姑（1957年） - 大明忠烈傳（1957年） - 王妃入楚軍（1957年） - 香羅塚（1957年） - 包公嫁女（1957年） - 梅開二度（1957年） - 釵頭鳳（1957年） - 薛平貴與王寶釧（1957年） - 紅葉仙緣（1957年） - 龍虎門（1957年） - 劍底情鴦（斬經堂）（1957年） - 羅通掃北（1957年） - 猛鬼橋（1957年） - 雙仙拜月亭（1958年） - 斷腸碑（1958年） - 狸貓換太子（1958年） - 薛刖打爛太廟（1958年） - 鯉魚精（1958年） - 十萬童屍（1958年） - 張巡殺妾饗三軍（1958年） - 漢宮生死恨（1958年） - 三王嫁二喬（1958年） - 妻賢子孝母含冤（1958年） - 樊梨花金光陣產子（醜鬼楊藩投胎）（1958年） - 芙蓉恨（1958年） - 胭脂馬三鬥黃飛鴻（1958年） - 燕雙飛（1959年） - 金殿審人頭（上集）（1959年） - 毒婦點天（1959年） - 雙孝子劈棺救母（1959年） - 七俠五義夜探沖宵樓（1959年） - 除卻巫山不是雲（1959年） - 花燈照玉郎（1959年） - 金殿審人頭（大結局）（1959年） - 多情B侁替n（1959年） - 白兔會（1959年） - 杜鵑啼血點點紅（1959年） - 蛋家公主爭駙馬（1959年）... 桂芳 - 兩個大泡和（1959年） - 大破銅網陣（1959年） - 有仔萬事足（1959年） - 血掌奪親兒（1960年） - 鴛鴦江遺恨（下集）（1960年） - 冷暖親情（下集）（1960年） - 鳳笛雲歌（下集）（1960年） - 玉郎戲鳳賀春宵（1960年） - 苦兒送米記（1960年） - 錦羅記（1960年）... 杜惠娘 - 淚娉婷（下集）（1960年）... 冷玉霜 - 教子逆君皇（1960年） - 人頭審皇帝（1960年） - 附薦何文秀（1960年） - 人頭告御狀（上集）（1960年）... 白秋兒 - 龍虎關前烈女魂（1960年） - 鴛鴦江遺恨（上集）（1960年） - 天倫鏡（1960年） - 冷暖親情（上集）（1960年） - 鳳笛雲歌（上集）（1960年） - 貞娥刺虎（1960年） - 淚娉婷（上集）（1960年） - 三十年胭脂淚（1960年） - 可憐駙馬可憐妻（1960年） - 一張白紙告親夫（1961年） | - 孤鳳淚（1961年） - 白門斬呂布（1961年） - 兒女情深（1961年）... 周幗婉 - 散花女俠（上集）（1961年） - 侯門怨（1961年） - 雙飛蝴蝶（1961年） - 子母橋（上集）（1961年）... 何錦英 - 萬里烽煙尋妹喜（1961年） - 追魂太極鏢（1961年） - 一劍九連環（1961年） - 百鳥朝凰（1961年） - 魚雁曲（1961年） - 散花女俠（下集）（1961年） - 蛇頭苗（1961年） - 紅爐火（1961年） - 子母橋（下集）（1961年） - 雷電雙屍救太子（1961年） - 還珠淚（1961年） - 怪俠粉菊花（1962年）... 張雅儀 - 一樓風雪夜歸人（1962年） - 蘭貞鬧嚴府（1962年） - 冷戰夫妻（1962年） - 白帝城會妻（1962年）... 翠屏 - 龍虎駝俠傳（1962年） - 秦漢三盜攝魂鈴（1962年） - 半劍一鈴（下集）（1963年） - 大成七彩片大集會（1963年） - 999我是兇手（1963年） - 半劍一鈴（上集）（1963年） - 一點靈犀化彩虹（1963年）... 姚緯青 - 灕江河畔血海仇（下集）（1963年） - 血滴龍鳳杯（1963年） - 情俠華雲龍（1963年） - 萬毒金蟬（1963年）... 劉勁秀 - 萬惡淫為首（1963年） - 滴滴慈母淚（1963年） - 為郎頭斷也心甜（1963年） - 灕江河畔血海仇（上集）（1963年） - 情至義盡（1964年）... 韋淑薇 - 春鶯戲鳳凰（1964年） - 龍虎風雲劍（1964年） - 血掌印（1964年） - 北鳳南凰（1964年） - 隔籬鄰舍兩家親（1964年） - 紅菱血（1964年） - 滿堂吉慶（1964年） - 蘭閨怨婦（1964年） - 工廠玫瑰（1964年） - 秋葉盟 （1964年） - 一彎眉月伴寒衾（1964年） - 通天師父（1964年） - 香城九鳳（1964年） - 血字第一號（1965年）... 血字第一號 - 百子千孫（1965年）... 王紫薇 - 情長義更長（1965年） - 雄心太子（1965年） - 特務黑蜘蛛（1965年）... 宋小玉 - 恩義難忘（1965年） - 血染蝴蝶山（1965年）... 蔡淑瑩 - 出嫁從妻（1965年） - 麗娘尋夫記（1965年） - 看牛仔出城（1965年） - 濟公鬥八仙（1966年）... 謝玉梅 - 青青河邊草（1966年） - 冤魂鏡（1966年） - 兩個冤家表錯情（1966年） - 觀音得道香花山大賀壽（1966年） - 情俠鬧璇宮（1967年） - 月向那方圓（1967年） - 玉女飛龍（1967年） - 李師師（1967年） - 遙遠的路（1967年）... 羅凱若 - 捕風捉影（1967年） - 鐵面無私包公審烏盤（1967年）... 雷鳳英 - 明月千里寄相思（1967年） - 風流才子俏丫環（1967年） - 龍鳳爭掛帥（1967年） |

## 電視劇演出
- 無綫電視
  - 2008年-2009年：《畢打自己人》飾 鍾溫繼好
  - 2008年：《志雲飯局》（嘉賓）
- 香港電視
  - 未播映：《神探導盲犬》

- 新加坡新传媒
  - 1992年：《戏剧人生》

## 外部連結
- 吳君麗在互联网电影资料库（IMDb）上的資料（英文）
- 吳君麗在香港影庫上的簡介